# Shamiram
Shamiram (en arménien Շամիրամ) est une communauté rurale du marz d'Aragatsotn, en Arménie. Elle compte 1 597 habitants en 2009.